# Eunotalia emeryi
Eunotalia emeryi (лат.) — ископаемый вид цикадовых насекомых, единственный в составе рода †Eunotalia из надсемейства Cicadoidea (Cicadomorpha, Hemiptera). Меловой период: Бирманский янтарь (около 100 млн лет). Юго-Восточная Азия: Мьянма. Видовое название emeryi дано в честь профессора Дэвида Эмери (David Emery) из Сиднейского университета.

## Описание
Цикадовые насекомые, длина тела 10,06 мм, ширина 5,05 мм. Ширина головы, включая глаза, больше половины ширины передней части пронотума (весь пронотум, кроме задней части пронотального воротничка). Сложные глаза крупные, выпуклые, полусферические в дорсальном виде; расстояние между сложными глазами чуть меньше диаметра каждого сложного глаза. Диагноз вида и рода: пронотум субшестиугольный и увеличенный, без морщинистого воротничка, скрывающего весь или часть мезонотума, кроме щитика, боковые углы пронотума заострены примерно на середине длины пронотума; парамедианная щель не выражена, боковая щель отсутствует, внешняя щель тянется с обеих сторон до середины и почти пересекает стороны парамедианной щели, образуя острый угол. Переднее крыло широкое, костальная область широкая и со складкой. Жилки RA, RP, MA и MP ветвятся в четыре, две, четыре и две ветви соответственно. CuA2 примерно в два раза короче CuA1, следует за нодальной линией, но слегка разделена и направлена назад, заканчивается вокруг нодального клава.

## Систематика и этимология
Вид был впервые описан в 2024 году по материалам из бирманского янтаря вместе с †Cretotettigarcta problematica, †Cretotettigarcta shcherbakovi, †Pranwanna. Основные результаты филогенетического анализа, максимальной парсимонии и байесовского вывода относительно совпадают. В обоих анализах род Eunotalia был установлен как стволовая группа цикадоидов. Видовое название emeryi дано в честь профессора Дэвида Эмери (David Emery) из Сиднейского университета за его вклад в предоставление сохранившихся Tettigarctidae для анатомического изучения и обсуждение этого исследования. Родовое название Eunotalia представляет собой сложную форму от классической греческой приставки: eu-, означающей «истинный» или «хороший», и notos, означающей «спина» или «спинная поверхность».